# Torxé
Torxé és un municipi francès situat al departament del Charente Marítim i a la regió de la Nova Aquitània. L'any 2007 tenia 235 habitants.

## Demografia

### Població
El 2007 la població de fet de Torxé era de 235 persones. Hi havia 106 famílies de les quals 28 eren unipersonals (12 homes vivint sols i 16 dones vivint soles), 45 parelles sense fills, 25 parelles amb fills i 8 famílies monoparentals amb fills.
La població ha evolucionat segons el següent gràfic:
Habitants censats

### Habitatges
El 2007 hi havia 144 habitatges, 103 eren l'habitatge principal de la família, 40 eren segones residències i 1 estava desocupat. Tots els 142 habitatges eren cases. Dels 103 habitatges principals, 83 estaven ocupats pels seus propietaris, 14 estaven llogats i ocupats pels llogaters i 6 estaven cedits a títol gratuït; 2 tenien una cambra, 7 en tenien dues, 22 en tenien tres, 24 en tenien quatre i 49 en tenien cinc o més. 87 habitatges disposaven pel capbaix d'una plaça de pàrquing. A 43 habitatges hi havia un automòbil i a 50 n'hi havia dos o més.

### Piràmide de població
La piràmide de població per edats i sexe el 2009 era:
| Homes | Edats   | Dones |
| ----- | ------- | ----- |
| 0     | 95 o +  | 0     |
| 0     | 90 a 94 | 0     |
| 4     | 85 a 89 | 0     |
| 4     | 80 a 84 | 12    |
| 12    | 75 a 79 | 8     |
| 0     | 70 a 74 | 4     |
| 12    | 65 a 69 | 8     |
| 4     | 60 a 64 | 8     |
| 4     | 55 a 59 | 4     |
| 8     | 50 a 54 | 4     |
| 12    | 45 a 49 | 0     |
| 12    | 40 a 44 | 8     |
| 4     | 35 a 39 | 12    |
| 0     | 30 a 34 | 4     |
| 12    | 25 a 29 | 8     |
| 4     | 20 a 24 | 4     |
| 8     | 15 a 19 | 0     |
| 4     | 10 a 14 | 12    |
| 8     | 5 a 9   | 12    |
| 0     | 0 a 4   | 0     |

## Economia
El 2007 la població en edat de treballar era de 148 persones, 96 eren actives i 52 eren inactives. De les 96 persones actives 87 estaven ocupades (54 homes i 33 dones) i 9 estaven aturades (4 homes i 5 dones). De les 52 persones inactives 12 estaven jubilades, 15 estaven estudiant i 25 estaven classificades com a «altres inactius».

### Ingressos
El 2009 a Torxé hi havia 107 unitats fiscals que integraven 266,5 persones, la mediana anual d'ingressos fiscals per persona era de 16.293 €.

### Activitats econòmiques
Dels 10 establiments que hi havia el 2007, 2 eren d'empreses de construcció, 5 d'empreses de comerç i reparació d'automòbils, 1 d'una empresa de transport i 2 d'empreses de serveis.
Dels 3 establiments de servei als particulars que hi havia el 2009, 2 eren fusteries i 1 saló de bellesa.
L'any 2000 a Torxé hi havia 18 explotacions agrícoles que ocupaven un total de 1.215 hectàrees.

## Poblacions més properes
El següent diagrama mostra les poblacions més properes.